# Golfe (Luanda)
Golfe é uma comuna e distrito urbano angolano que se localiza na província de Luanda, pertencente ao município de Quilamba Quiaxi.